# Cycloposthiidae
Famille
Synonymes
- Cycloposthiinae pro parte,
- Monoposthiinae p.p.
- Prototapirellidae
- Tripalmariidae[1]

Les Cycloposthiidae sont une famille de Ciliés de la classe des Litostomatea et non attribués à un ordre par GBIF.

## Étymologie
Le nom de la famille vient du genre type Cycloposthium, composé du préfixe cycl-, « cercle », du suffixe -posth-, « pénis, prépuce », et du suffixe latin -ium, « relatif à », en référence probable à la morphologie de cet organisme.

## Description
Les Cycloposthiidae ont une taille, petite à grande. Leur forme est allongée, souvent ovoïde, avec plusieurs genres ayant des projections  inhabituelles, en forme de doigts (par exemple chez les genres Arachnodiniella, Cycloposthium, Phalodinium). Ils nagent librement dans leur milieu de vie. Leurs cils somatiques sont généralement non rétractables, avec de zéro à quatre touffes caudales. On note à minima une grande plaque squelettique, mais il peut y en avoir jusqu'à quatre. Leur ciliature buccale est positionnée en zone adorale (c’est-à-dire près de la zone buccale) ; elle est rétractable, avec « avec une polybrachykinésie adorale et une polybrachykinésie périvestibulaire dorsale »Leur macronoyau est ellipsoïde à ellipsoïde allongé. Le micronoyau est présent. Ils ont une à plusieurs vacuoles contractiles. Un cytoprocte est présent. Ils se nourrissent de bactéries et de fibres végétales.

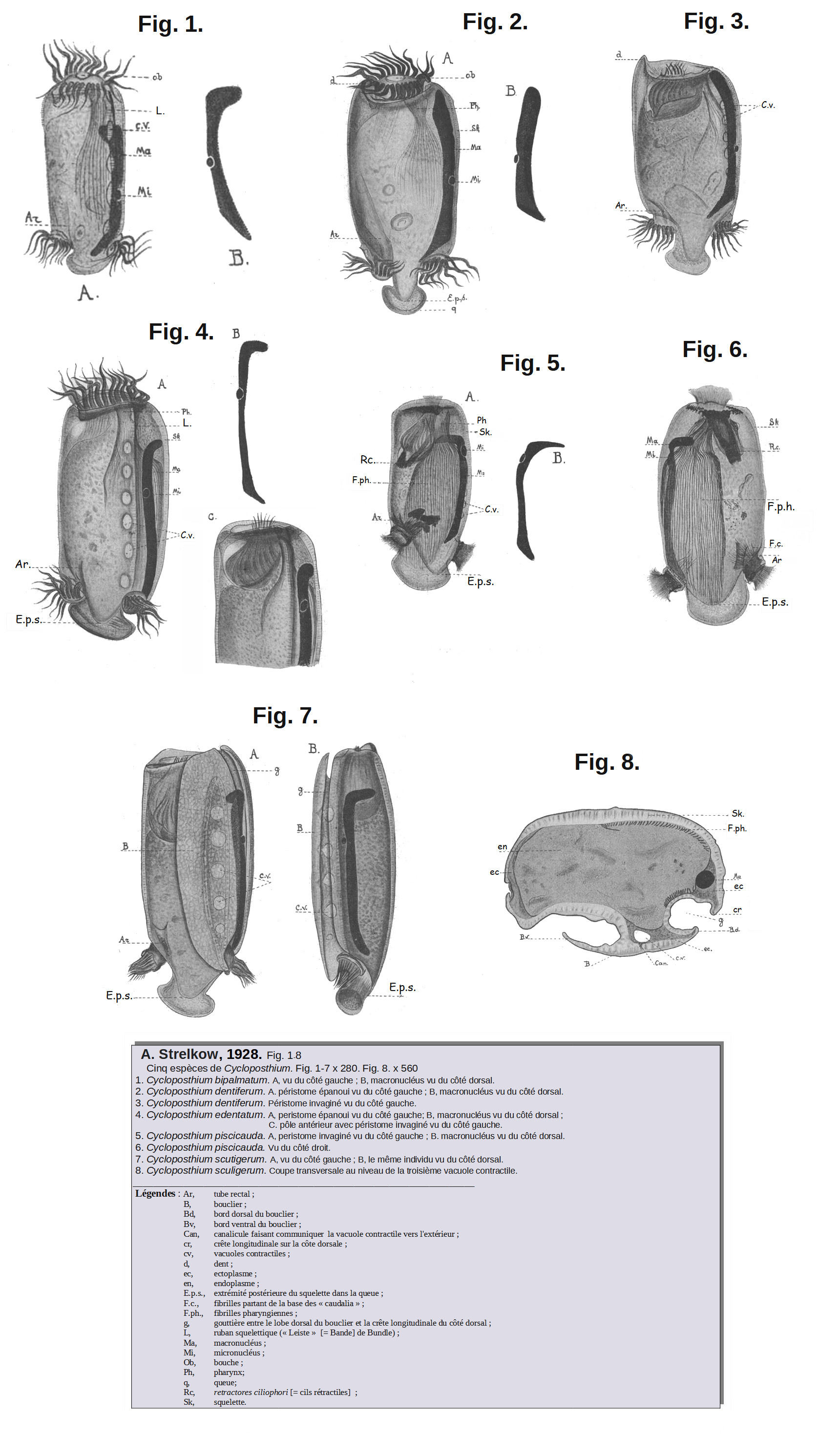
Cinq espèces de Cycloposthium dans A. Strelkow, 1928.

Alexandre Strelkow (d), en 1928, a décrit avec une grande précision cinq espèces de Cycloposthium.

## Habitat
Les Cycloposthiidae vivent dans des habitats terrestres, mais il peuvent aussi être endocommensaux dans le cæcum et le côlon des chevaux, des zèbres, des rhinocéros et des tapirs, et occasionnellement chez les éléphants, les capybaras et les hippopotames.

## Répartition
Selon GBIF (4 juillet 2023), leur aire de répartition est mondiale, et dans une grande diversité de milieux.

## Liste des genres
Selon GBIF (4 juillet 2023) :
- Arachnodinella Aescht, 2001
- Cycloposthium Bundle, 1895 genre type
  - Espèce type : Cycloposthium bipalmatum (Fiorentini, 1890) Bundle, 1895
  - Espèce synonyme : Entodinium bipalmatum Fiorentini, 1890
- Monoposthium Thurston & Noirot-Timothée, 1973
- Phalodinium van Hoven, Gilchrist & Hamilton-Attwell, 1987
- Prototapirella Cunha, 1918
- Trifascicularia Strelkow, 1931
- Triplumaria Hoare, 1937

Selon Lynn (2010) :
- Arachnodinella van Hoven, Gilchrist & Hamilton- Attwell in Aescht, 2001
- Bertolinella Carpano, 1941
- Bozasella Buisson, 1923
- Carinoposthium Jankowski, 1980
- Cycloposthium Bundle, 1895
- Dicycloposthium Strelkow, 1939
- Lavierella Buisson, 1923
- Monoposthium Thurston & Noirot-Timothee, 1973
- Paracycloposthium Grain, 1994
- Phalodinium van Hoven, Gilchrist, & Hamilton- Attwell, 1987
- Prototapirella da Cunha, 1918
- Rhabdothoracella Aescht, 2001
- Toxodinium da Cunha, 1938
- Tricaudalia Buisson, 1923
- Trifascicularia Strelkow, 1931
- Tripalmaria Gassovsky, 1919
- Triplumaria Hoare, 1937

## Systématique
Le nom valide de ce taxon est Cycloposthiidae  Poche, 1913.